# Боро у Сполученому Королівстві
Статус Боро надається королівською хартією районам місцевого самоврядування в Англії, Уельсі та Північній Ірландії. Статус є суто почесним і не дає жодних додаткових повноважень ні раді, ні жителям району. У Шотландії подібні статутні громади були відомі як королівські бурги, хоча цей статус більше не надається.

## Витоки статусу боро
До реформ місцевого самоврядування 1973 і 1974 років боро були містами, які мали статутні документи про реєстрацію, які надавали значні повноваження, і керувалися муніципальною корпорацією на чолі з мером. Корпорації були реформовані законодавством, яке розпочалося в 1835 році (1840 рік в Ірландії). До моменту їх скасування було трьох видів:
- Графські боро
- Муніципальні або не окружні райони
- Сільські райони

Багато старіших міст могли простежити своє походження від середньовічних статутів або були містами за рецептом, із саксонським походженням. Більшість районів, створених після 1835 року, були новими промисловими, курортними або приміськими містами, які виросли після промислової революції. Корпорації боро також могли мати статус міста.

## Сучасний статус району

### Англії та Уельсу
Статус району більше не означає місто чи міську територію. За межами Великого Лондона статус району надається столичним і неметричним округам відповідно до положень розділу 245 Закону про місцеве самоврядування 1972 року. Цей розділ дозволяє раді округу звертатися до монарха з проханням про надання статусу округу. Рішення має підтримати не менше двох третин депутатів. Отримавши петицію, монарх може, за порадою Таємної ради, видати грамоту, згідно з якою:
- Район стає районом
- Районна рада стає міською радою
- Голова та віце-голова отримують право на посаду міського голови та заступника міського голови, за винятком рад, які мають обраного мера відповідно до Закону про місцеве самоврядування 2000 року.

Хартії, надані відповідно до Закону 1972 року, можуть дозволяти раді району призначати «місцевих посадових осіб гідності», раніше призначених скасованою корпорацією району. Приклади:
- Почесний секретар: деякі районні та міські ради мають право призначати окружного суддю або секретаря, призначеного відповідно до Закону про суди 1971 року як почесного секретаря. Зазвичай це старший суддя в районі ради.
- Шериф: Їх призначають у ряді районів і міст, які раніше були корпоративними округами.
- Верховний стюард: спочатку судова посада, яку часто займав пер, тепер цілком церемоніальний.

Рада не зобов’язана призначати осіб на ці посади.
У деяких районах мер має додатковий титул «Адмірал порту», що нагадує про історичну юрисдикцію. Лорд-мери Честера та Кінгстона-апон-Халла є адміралами суден Ді та Хамбер відповідно, мер Медвея є адміралом річки Медвей, а мери Пула та Саутгемптона є адміралами цих портів/